# Pięcioro dzieci i „coś” (powieść)
Pięcioro dzieci i „coś” (ang. Five Children and It) – powieść fantastyczna dla dzieci w wieku 8−10 lat napisana przez Edith Nesbit.
Po raz pierwszy ukazała się jako cykl opowiadań w The Strand Magazine w 1900 r. pod tytułem The Psammead, or the Gifts. Wydanie książkowe ukazało się w 1902 r. Stanowi pierwszą część trylogii, której następnymi częściami są: Feniks i dywan oraz Historia amuletu. Pierwsze polskie skrócone wydanie ukazało się w 1910 r. pod tytułem Dary. W wydanych przez Bibliotekę Dzieł Wyborowych Darach, oprócz pominięcia znacznych fragmentów tekstu, zmieniona została również kolejność wydarzeń. Pełne wydanie w tłumaczeniu Ireny Tuwim, z czarno-białymi ilustracjami Marii Orłowskiej-Gabryś ukazało się w 1957 r. nakładem Państwowego Wydawnictwa Literatury Dziecięcej „Nasza Księgarnia”.
Treść powieści stanowią wakacyjne przygody piątki rodzeństwa, które podczas pobytu na wsi spotyka w opuszczonym kamieniołomie duszka Piaskoludka mogącego spełniać życzenia. Zgadza się on spełnić codziennie jedno życzenie dzieci. Nieprzemyślane życzenia stają się dla dzieci przyczyną licznych kłopotów.

## Fabuła

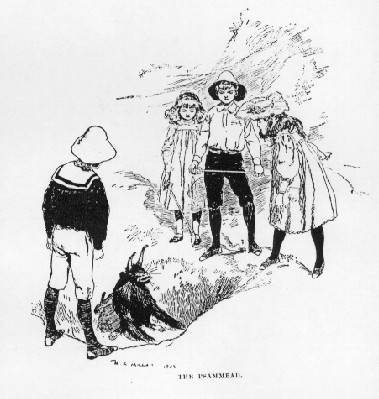
Robert, Antea, Cyryl, Janeczka i Piaskoludek

Rodzeństwo z Londynu (Robert, Antea, Cyryl, Janeczka i Baranek) spędza wakacje na wsi w hrabstwie Kent, w pobliżu Rochester. Ich rodzice muszą nagle wyjechać i dzieci zostają pod opieką Marty. Podczas zabawy w opuszczonym kamieniołomie znajdują duszka Piaskoludka, który potrafi spełniać życzenia. Zgadza się on codziennie spełnić im jedno życzenie.
Antea wypowiada życzenie, by dzieci stały się piękne jak dzień. W efekcie służące nie poznają dzieci i nie wpuszczają ich do domu. Rodzeństwo czeka, siedząc pod przydrożnym krzakiem, aż czar przestanie działać po zachodzie słońca. Drugim życzeniem dzieci jest posiadanie takiej ilości złota, jaka zmieściłaby się w kamieniołomie. Próby wydania złotych monet, które nie są już w obiegu, przynoszą im same kłopoty. Właściciel oberży w Rochester, u którego chcą kupić parę koni i wózek wzywa policję. W drodze na komisariat spotykają Martę z Barankiem. Inspektor policji pozwala Marcie zabrać dzieci do domu, gdy okazuje się, że nie mają one przy sobie monet, które zniknęły po zachodzie słońca. Kolejne życzenie, by każdy chciał Baranka, wypowiada w złości Robert. Piaskoludek, mimo próśb dzieci nie zgadza się na zamianę życzenia na inne. Dzieci muszą ratować Baranka porwanego przez lady Chittenden oraz przed Cyganami, którzy chcą odebrać go dzieciom. Również posiadanie skrzydeł okazuje się nie najlepszym pomysłem. Dzieci zmęczone lataniem zasypiają na wieży kościelnej. Budzą się już po zachodzie słońca, pozbawione skrzydeł. Nie mogą zejść na dół, gdyż drzwi są zamknięte. Z opresji ratuje je pastor wraz z gajowym i Andrzejem. Dzięki następnemu życzeniu dzieci znajdują się w oblężonym zamku. Udaje się im obronić zamek do zachodu słońca. Przygoda ta kończy się oblaniem Marty przez Roberta, który wylewa wodę na atakujących rycerzy w chwili, gdy zamek znika o zachodzie słońca. Robert, pobity przez piekarczyka podczas zabawy w bandytów, wypowiada życzenie, by być większym od niego. Piaskoludek sprawia, że Robert staje się olbrzymem. Dzieci udają się na jarmark do Benenhurst, gdzie Robert jest pokazywany za opłatą ludziom pragnącym zobaczyć olbrzyma. Dzieci dostają za to od właściciela wesołego miasteczka 15 szylingów. Dzięki fortelowi Cyryla udaje im się uciec, gdy po zachodzie słońca Robert odzyskuje swoje zwyczajne rozmiary. Następne życzenie, nieopatrznie wypowiedziane przez Cyryla sprawia, że Baranek staje się dorosły. Dzieci starają się nie dopuścić, by uwolnił się spod ich opieki, gdyż wiedzą, że po zachodzie słońca ponownie stanie się bezradnym dwulatkiem. Cyryl pod wpływem lektury „Ostatniego Mohikanina” wypowiada życzenie, by w Anglii pojawili się Indianie. Dzieci uciekają przed nimi do kamieniołomu, gdzie zostają schwytane. Indianie chcą je upiec w ognisku, jednak nie mogą nigdzie w okolicy znaleźć potrzebnych do rozpalenia ogniska gałęzi. Przygoda ta zakończyłaby się dla dzieci tragicznie, gdyby wódz Indian nie wypowiedział życzenia znalezienia się z powrotem w swojej rodzinnej puszczy. Dzieci dowiadują się, że ich rodzice wracają i chcą, by Piaskoludek spełnił jakieś życzenie dla mamy. Gdy dowiadują się od Marty o zrabowaniu klejnotów lady Chittenden, Janeczka wypowiada życzenie, by mama znalazła je w swoim pokoju. Życzenie się spełnia, mama znajduje klejnoty i jedzie na policję. Dziewczynki idą do kamieniołomu prosić Piaskoludka, by okazało się, że lady Chittenden nie straciła swoich klejnotów, oraz by mama nie mogła dojechać na policję i zapomniała o całej sprawie. Piaskoludek zgadza się pod warunkiem, że dzieci nigdy już go o nic nie poproszą. Ostatnim spełnionym przez niego życzeniem jest, by dzieci jeszcze kiedyś go spotkały.

## Bohaterowie
- Cyryl (w oryginale Cyril) przez dzieci nazywany Wiewiórkiem[3] (w oryginale Squirrel) – najstarszy z rodzeństwa.
- Antea (w oryginale Anthea) przezwana Panterą (w oryginale Panther) – młodsza od Cyryla.
- Robert (w oryginale Robert) – młodszy od Cyryla i Antei.
- Janeczka (w oryginale Jane) nazywana Kizią (w oryginale Pussy) – starsza jedynie od Baranka
- Hilary Eugeniusz Ryszard[4] (w oryginale Hilary St. Maur Devereux[5]) nazywany Barankiem (ang. Lamb) lub Barasiem, ponieważ pierwszym słowem, jakie powiedział, było „mee”[6]. Jest najmłodszy z rodzeństwa, ma dopiero dwa lata[7]
- Piaskoludek lub Psammetych (w oryginale Psammead) – fantastyczna istota znacznie większa od szczura. Jego pękaty, pajęczy tułów, nóżki i rączki pokryte były gęstym, miękkim, brązowym futerkiem. Dłonie i stopy podobne miał do małpich. Jego uszy przypominały uszy nietoperza. Oczy miał osadzone na czułkach jak ślimak. Mógł je tak samo, jak ślimak wysuwać i wciągać[8]. Potrafił mówić ludzkim głosem i spełniać czyjeś życzenia. Nie mógł jednak spełniać własnych życzeń[9].
- Marta – niania dzieci

## Adaptacje
- Czworo dzieci i „coś” (ang. Four Children and It)  – powieść Jacqueline Wilson
- Five Children on the Western Front – powieść Kate Saunders
- Onegai! Samia-don – japoński serial anime liczący 78 odcinków (reżyser: Osamu Kobayashi)
- Pięcioro dzieci i „coś” – brytyjski film fantasy z 2004 roku w reżyserii Johna Stephensona
- Piaskowy Stworek (ang. Five Children and It/The Sand Fairy) – brytyjski miniserial przygodowy produkcji BBC z 1991 r. (reżyseria: Marilyn Fox i Richard Callanan)
- The Return of the Psammead – powieść Helen Cresswell z 1992 r.
- The Return of the Psammead – serial BBC z 1993 r.